# Feel the Fire (álbum de Reba McEntire)
Feel the Fire el tercer álbum de estudio de la cantante de música country estadounidense Reba McEntire. Fue lanzado el 6 de octubre de 1980 a través de Mercury Records. Su primer lanzamiento sencillo, "(You Lift Me) Up to Heaven", fue su primer éxito entre los diez primeros.

## Lista de canciones
| N.º | Título                                        | Duración |  |
| 1.  | «(You Lift Me) Up to Heaven»                  | 2:45     |  |
| 2.  | «Tears on My Pillow»                          | 2:33     |  |
| 3.  | «I Don't Think Love Ought to Be That Way»     | 2:40     |  |
| 4.  | «Long Distance Lover»                         | 3:53     |  |
| 5.  | «If I Had It My Way»                          | 2:44     |  |
| 6.  | «I Can See Forever in Your Eyes»              | 2:44     |  |
| 7.  | «Poor Man's Roses (Or a Rich Man's Gold)»     | 2:55     |  |
| 8.  | «My Turn»                                     | 3:15     |  |
| 9.  | «Look at the One (Who's Been Lookin' at You)» | 2:51     |  |
| 10. | «Suddenly There's a Valley»                   | 3:29     |  |